# جایزه ملی ادبیات (شیلی)

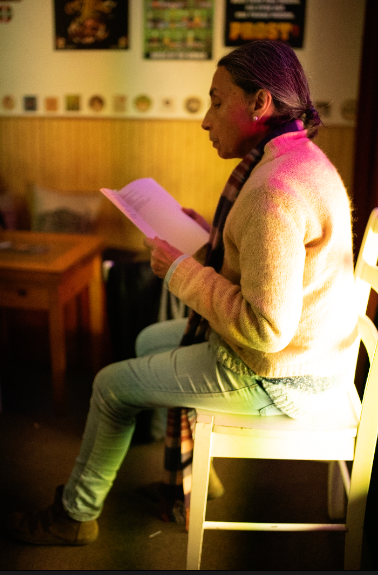
الویرا هرناندز

جایزه ملی ادبیات (اسپانیایی: Premio Nacional de Literatura‎) یک جایزه ادبی در کشور شیلی است که در تاریخ ۸ نوامبر ۱۹۴۲ پایه‌گذاری شد و در آغاز، به‌طور سالیانه و از سال ۱۹۷۲ میلادی، به‌صورت دوسالانه اعطا می‌شود.
این جایزهٔ مشتمل بر یک جایزهٔ نقدی (۱۶ میلیون پزوی شیلی، در حدود ۳۰ هزار دلار آمریکا) و همچنین یک حقوق ماهیانهٔ مادام‌العمر (به میزان ۱۷ هزار دلار در سال) است.
برخی از برندگان این جایزه عبارتند از:
- ۱۹۴۵ - پابلو نرودا
- ۱۹۵۱ - گابریلا میسترال
- ۱۹۶۱ - مارتا برونت
- ۱۹۶۴ - فرانسیسکو کولوآنه
- ۱۹۶۵ - پابلو د روخا
- ۱۹۶۹ - نیکانور پارا
- ۱۹۸۲ - مارسلا پاز
- ۱۹۹۰ - خوسه دونوسو
- ۱۹۹۲ - گونزالو روخاس
- ۱۹۹۴ - خورخه ادواردز
- ۲۰۱۰ - ایزابل آلنده
- ۲۰۱۴ - آنتونیو اسکارمتا